# Frans Samuelson
Frans Gustaf Samuelson, född den 13 juli 1874 i Hedemora församling, Kopparbergs län, död den 30 juni 1947 i Göteborg, var en svensk företagsledare. 
Samuelson avlade mogenhetsexamen 1895. Han blev elev vid tekniska högskolan 1895 och avlade avgångsexamen där 1898. Samuelson var anställd vid Grängesberg 1898–1899, vid Ryllshytte zink- och blygruvor 1899–1907, vid Metallurgiska aktiebolaget 1907–1908, disponent och verkställande direktör för Hohult-Spexeryds mangangruvor 1908–1914 samt för Wargön 1914–1939. Han blev riddare av Vasaorden 1920 och av Nordstjärneorden 1938.